# Centroina macedon
Centroina macedon là một loài nhện trong họ Lamponidae. Loài này được phát hiện ở Nieuw-Zuid-Wales tại Victoria